# Swellendam (gemeente)
Swellendam (officieel Plaaslike Munisipaliteit Swellendam) is een gemeente (munsipaliteit) in de provincie West-Kaap in het Zuid-Afrikaanse district Overberg. De gemeente heeft ongeveer 36.000 inwoners.

## Hoofdplaatsen
Swellendam is op zijn beurt nog eens verdeeld in 7 hoofdplaatsen (Afrikaans: nedersettings) en de hoofdstad van de gemeente is de gelijknamige hoofdplaats Swellendam. 
- Barrydale
- Buffeljagsrivier
- Infanta
- Malgas
- Swellendam
- Suurbraak
- Stormsvlei